# Subregiones de Huila

Subregiones del Huila.

Las Subregiones del Huila son las subdivisiones administrativas que conforman el departamento colombiano de Huila. En total son 4 subregiones en las que se agrupan los 37 municipios, incluyendo el área metropolitana de Neiva.

## Subregiones
| Centro                                                                    | Norte | Occidente                                           | Sur                                                                                            |
| ------------------------------------------------------------------------- | --- | --------------------------------------------------- | ---------------------------------------------------------------------------------------------- |
| Altamira • Agrado • Garzón • Gigante • Pital • Guadalupe • Tarqui • Suaza | Aipe • Algeciras • Baraya • Campoalegre • Colombia • Hobo • Íquira • Neiva • Palermo • Rivera • Santa María • Tello • Teruel • Villavieja • Yaguará | La Argentina • La Plata • Nátaga • Paicol • Tesalia | Acevedo • Elías • Isnos • Oporapa • Palestina • Pitalito • Saladoblanco • San Agustín • Timaná |